# Schlebusch-Harkorter Kohlenbahn
| Die Harkort’sche Kohlenbahn im Bf Silschede um 1900 |                     |                                       |                                       |
| Karte der Schlebusch-Harkorter Kohlenbahn |                     |                                       |                                       |
| Streckenlänge: | 9 km                |                                       |                                       |
| Spurweite: | 900 mm (Schmalspur) |                                       |                                       |
| |                     |                                       |                                       |
| \| \| 0,0 \| Zeche Trappe ehem. Zeche Schlebusch \| Zeche Trappe ehem. Zeche Schlebusch \| \| \| 0,5 \| Silschede Bahnstrecke Schee–Silschede \| Silschede Bahnstrecke Schee–Silschede \| \| \| 1,0 \| Schacht Friederika / Zeche Trappe \| Schacht Friederika / Zeche Trappe \| \| \| 3,0 \| Hinnenbecker Tunnel \| Hinnenbecker Tunnel \| \| \| 4,6 \| Knorr-Bremse \| Knorr-Bremse \| \| \| 5,1 \| Schlackenhalde Enerke \| Schlackenhalde Enerke \| \| \| 5,2 \| A 1 \| A 1 \| \| \| 7,0 \| Harkort’sche Fabrik \| Harkort’sche Fabrik \| \| \| 8,0 \| Rheinische Eisenbahn \| Rheinische Eisenbahn \| \| \| \| Ennepe \| \| \| \| 8,2 \| B 7, Straßenbahn Hagen \| B 7, Straßenbahn Hagen \| \| \| 8,3 \| Ennepetalbahn nach Altenvoerde \| Ennepetalbahn nach Altenvoerde \| \| \| 9,0 \| Hasper Hütte \| Hasper Hütte \| \| \| \| Bahnstrecke Elberfeld–Dortmund \| \| |                     |                                       |                                       |
| Betriebs-/Güterbahnhof Streckenanfang (Strecke außer Betrieb) | 0,0                 | Zeche Trappe ehem. Zeche Schlebusch   | Zeche Trappe ehem. Zeche Schlebusch   |
| Bahnhof (Strecke außer Betrieb) | 0,5                 | Silschede Bahnstrecke Schee–Silschede | Silschede Bahnstrecke Schee–Silschede |
| Abzweig geradeaus und von links (Strecke außer Betrieb) | 1,0                 | Schacht Friederika / Zeche Trappe     | Schacht Friederika / Zeche Trappe     |
| Tunnel (Strecke außer Betrieb) | 3,0                 | Hinnenbecker Tunnel                   | Hinnenbecker Tunnel                   |
| Abzweig geradeaus und nach rechts (Strecke außer Betrieb) | 4,6                 | Knorr-Bremse                          | Knorr-Bremse                          |
| Abzweig geradeaus und nach links (Strecke außer Betrieb) | 5,1                 | Schlackenhalde Enerke                 | Schlackenhalde Enerke                 |
| Strecke mit Straßenbrücke (Strecke außer Betrieb) | 5,2                 | A 1                                   | A 1                                   |
| Abzweig geradeaus, nach links und von links (Strecke außer Betrieb) | 7,0                 | Harkort’sche Fabrik                   | Harkort’sche Fabrik                   |
| Kreuzung geradeaus unten (Strecke geradeaus außer Betrieb) | 8,0                 | Rheinische Eisenbahn                  | Rheinische Eisenbahn                  |
| Brücke über Wasserlauf (Strecke außer Betrieb) |                     | Ennepe                                | Ennepe                                |
| Kreuzung mit U-Bahn (Strecken außer Betrieb) | 8,2                 | B 7, Straßenbahn Hagen                | B 7, Straßenbahn Hagen                |
| Kreuzung geradeaus unten (Strecke geradeaus außer Betrieb) | 8,3                 | Ennepetalbahn nach Altenvoerde        | Ennepetalbahn nach Altenvoerde        |
| Dienststation / Betriebs- oder Güterbahnhof (Strecke außer Betrieb) | 9,0                 | Hasper Hütte                          | Hasper Hütte                          |
| Strecke (außer Betrieb) |                     | Bahnstrecke Elberfeld–Dortmund        | Bahnstrecke Elberfeld–Dortmund        |

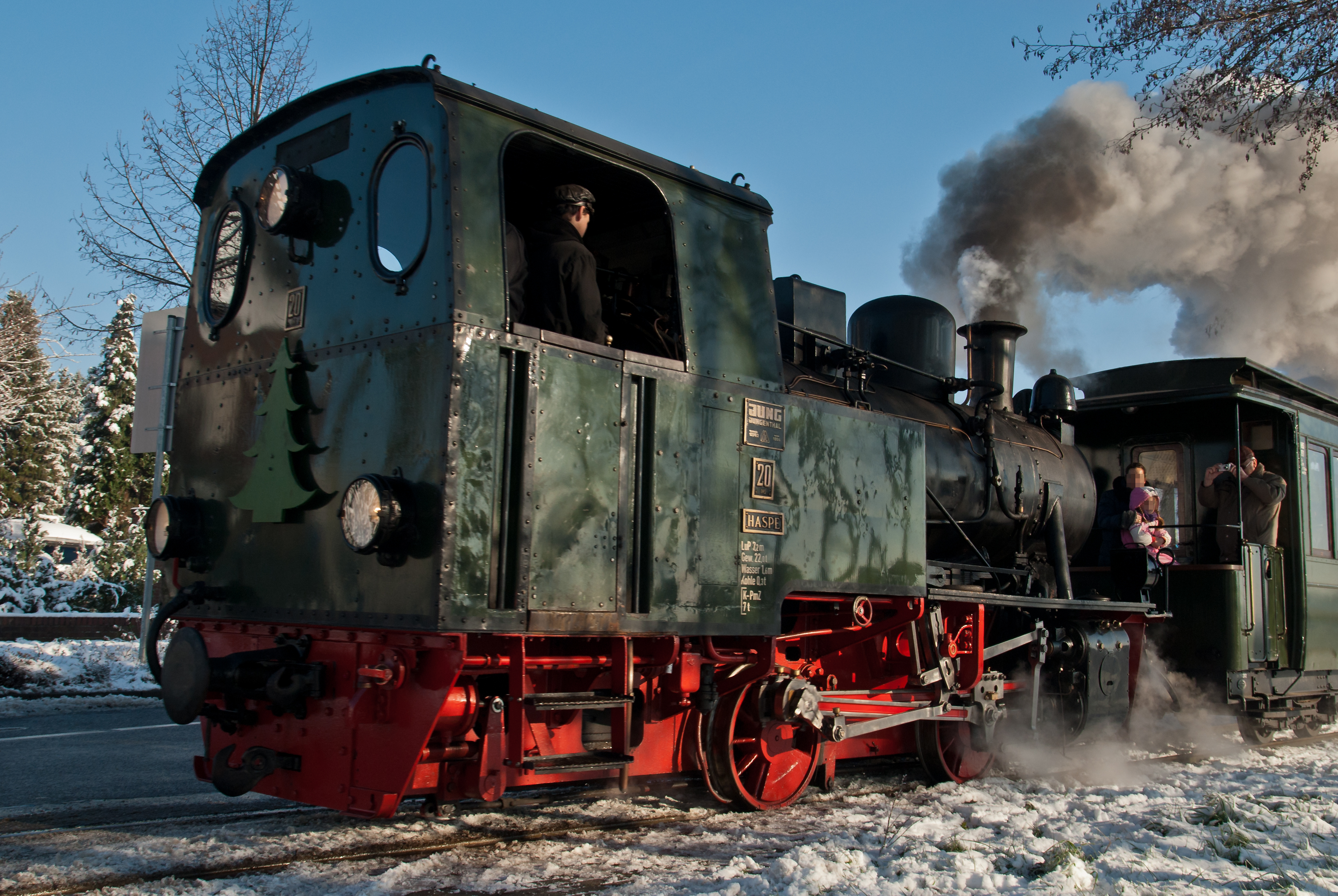
Lok 20, die ehemals auf der Kohlenbahn und der Hasper Hütte verkehrte. Heute im Besitz der Selfkantbahn

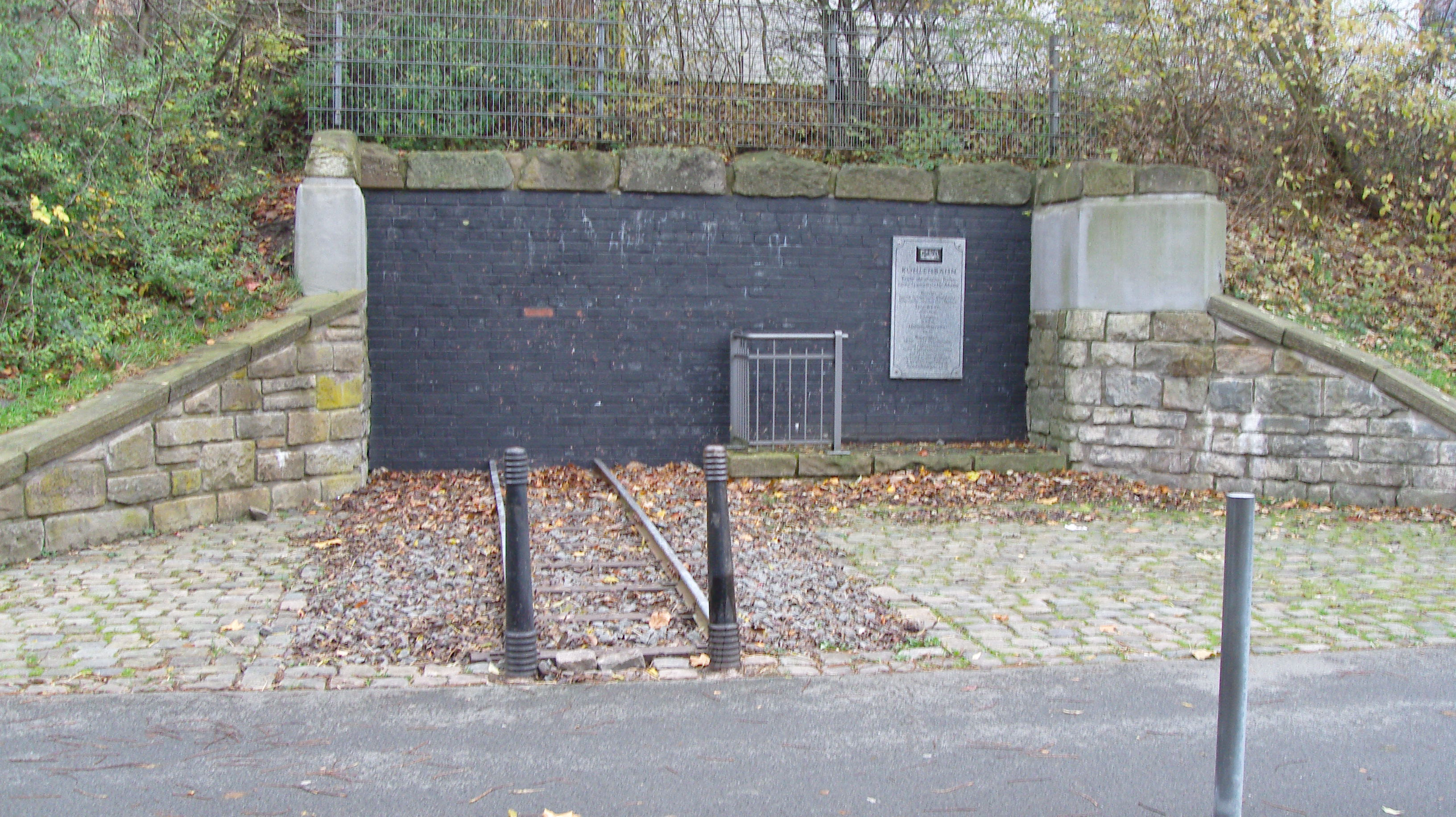
Rekonstruiertes Portal der Unterführung unter den Bf Harkorten zur Hasper Hütte

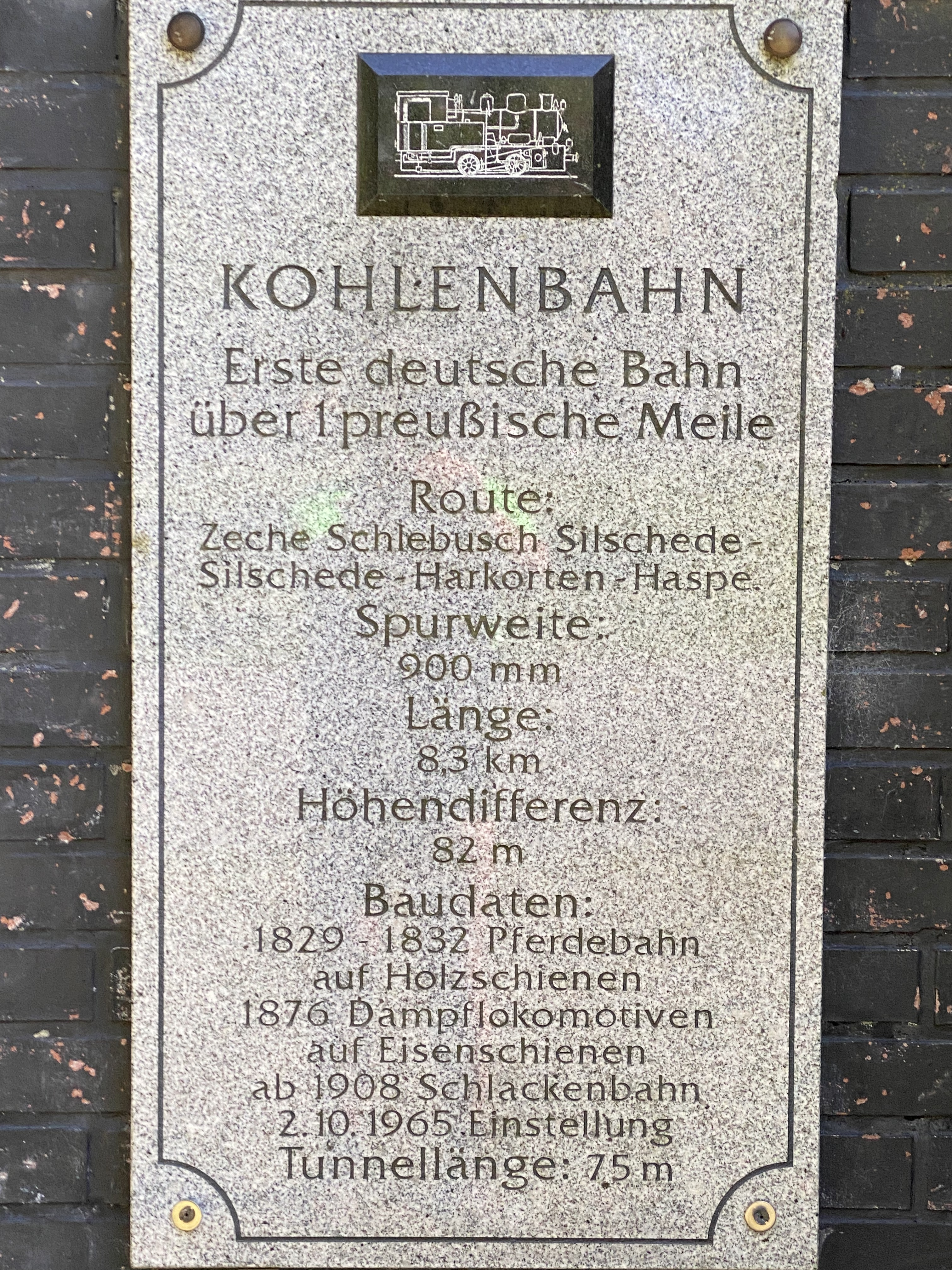
Hinweisschild am Portal aus der Nähe

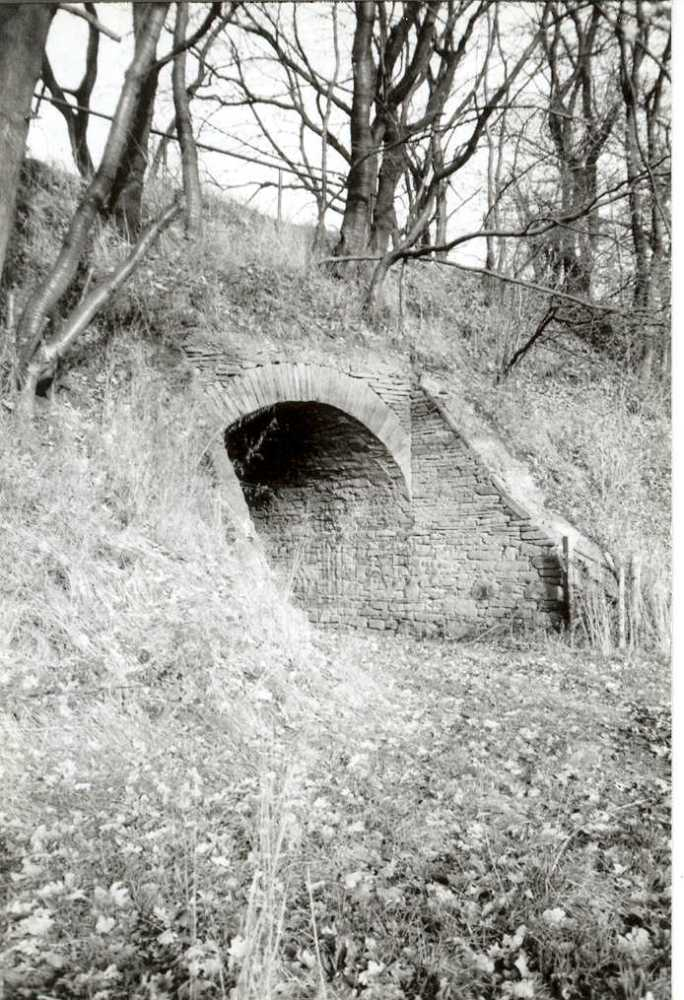
Eine Wegeunterführung im Verlauf der Kohlenbahn

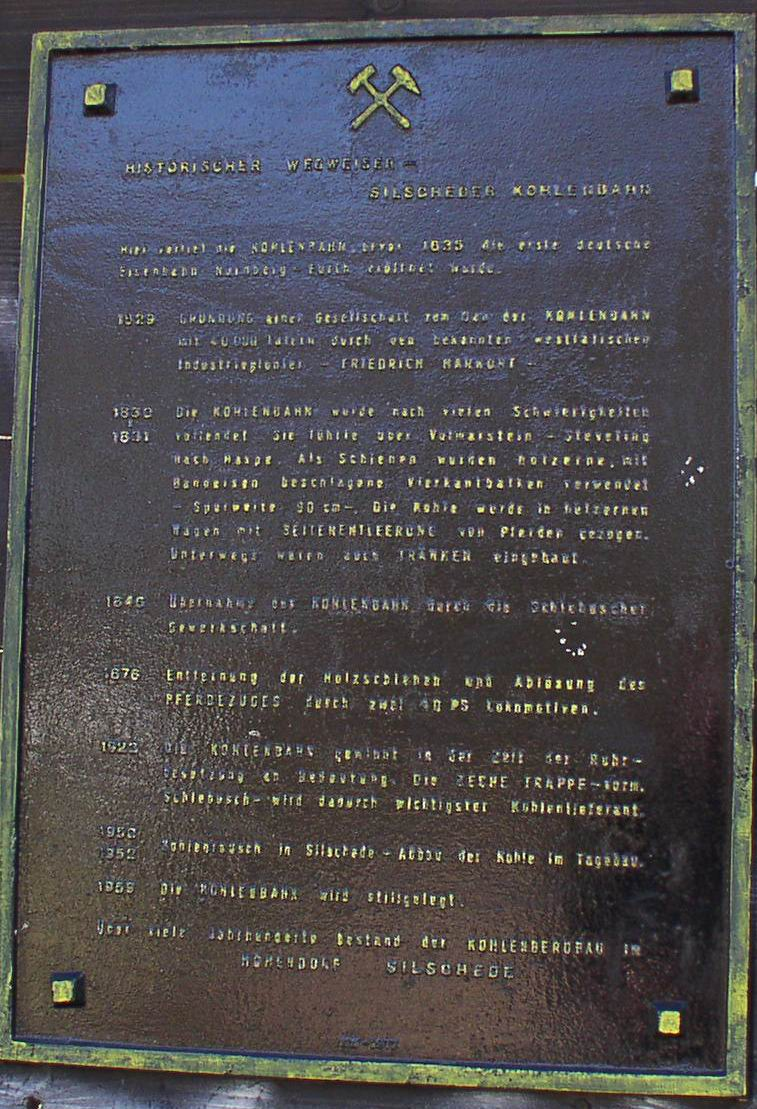
Gedenktafel an der Kohlenbahn in Silschede

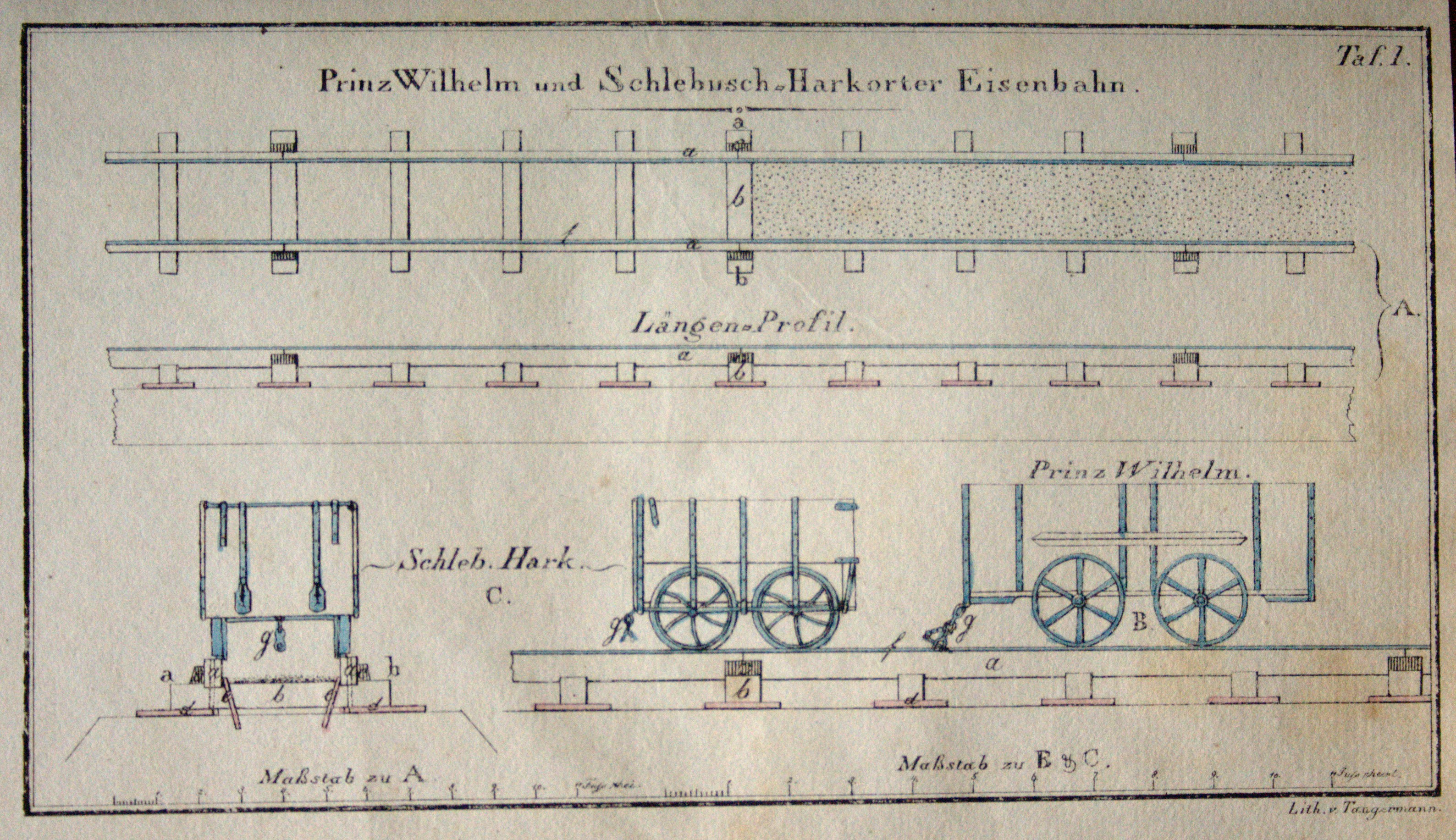
Gleise und Wagen der Schlebusch-Harkorter Eisenbahn

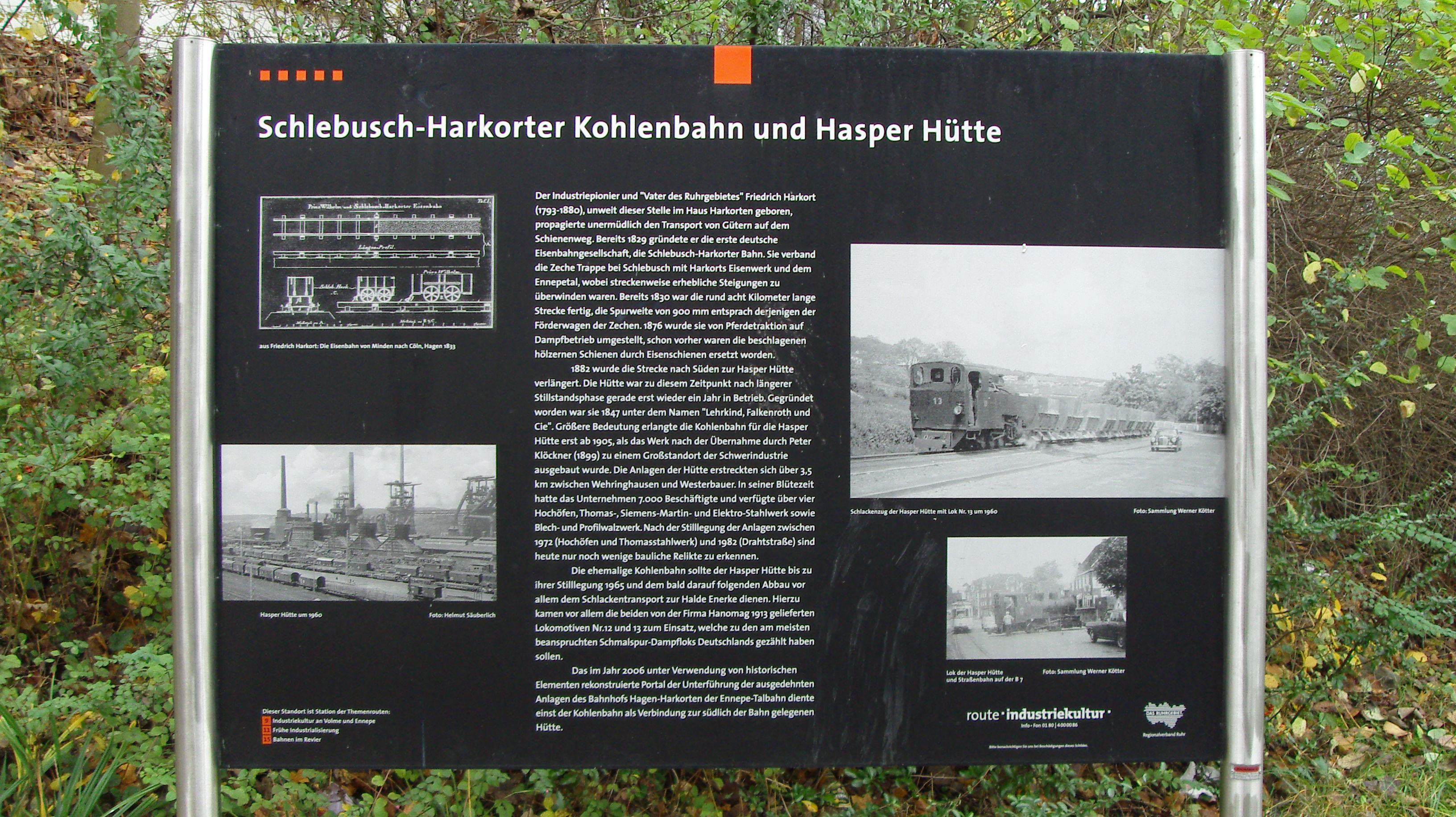
Hinweisschild der Route der Industriekultur

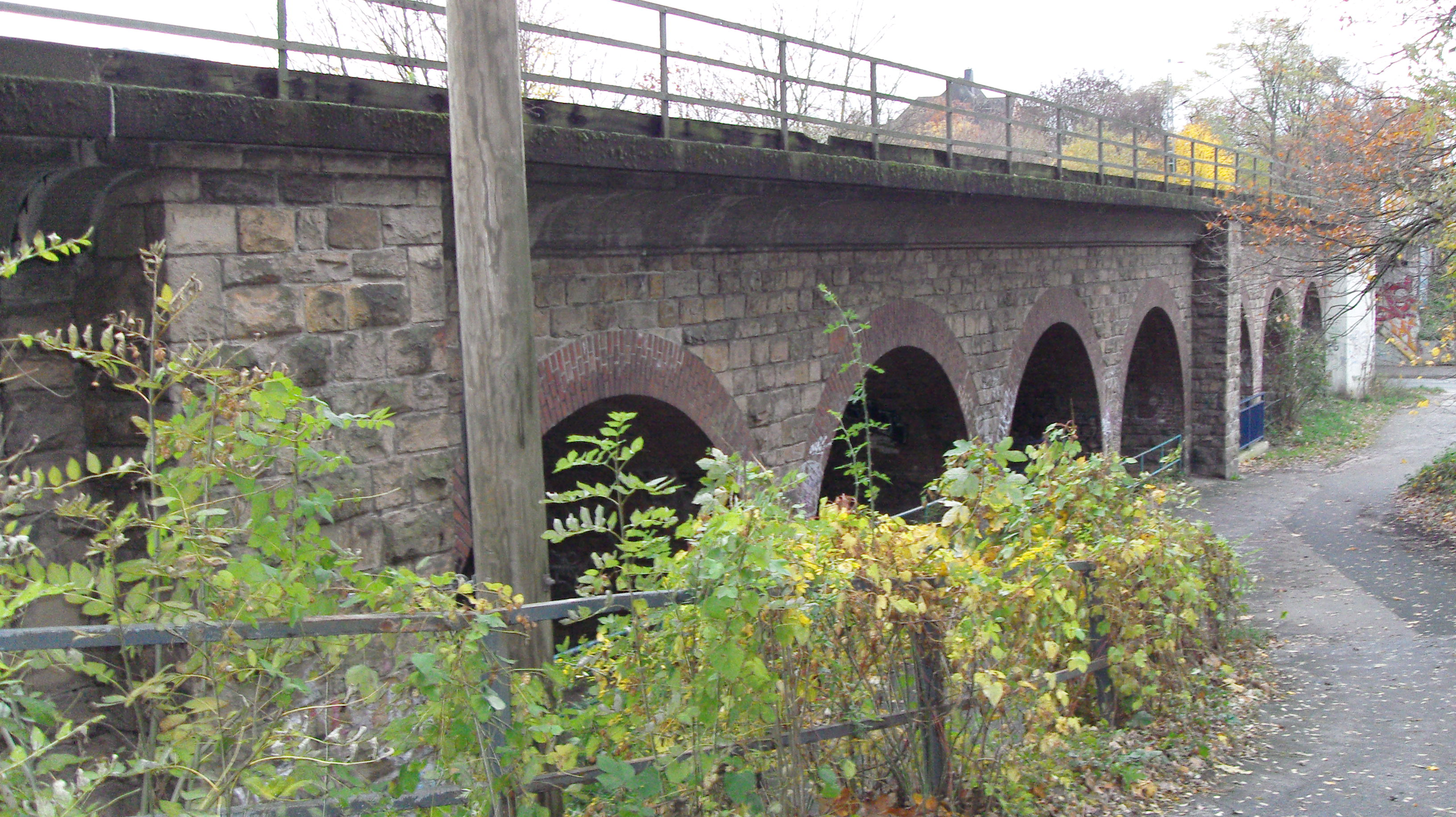
Viadukt der Rheinischen Bahn über die Hasper Kohlenbahn in Westerbauer

Die Schlebusch-Harkorter Kohlenbahn war eine Schmalspurbahn in Westfalen, die die Zeche Trappe zum Schlebusch bei Silschede (heute ein Stadtteil von Gevelsberg) und die Hasper Hütte miteinander verband. Sie war eine der ersten Pferdebahnen und eine der ersten Eisenbahnen in Deutschland.
Die Bahn war auch bekannt als Schlebusch-Harkort’sche Bahn, Harkort’sche Kohlenbahn, Silscheder Kohlenbahn und Hasper Kohlenbahn.
Die in der ersten Hälfte des 19. Jahrhunderts als Pferdebahn errichtete Strecke von zunächst 8 km Länge (über 1 preußische Meile) verlief von den Zechen Trappe und St. Peter zunächst zur Harkortschen Fabrik und später bis zur Hasper Hütte. Sie versorgte die Industrie an der Ennepe mit Steinkohlen aus dem Bergbaurevier Schlebusch.

## Geschichte
Die Familie Harkort betrieb im vorindustriellen Gebiet der Enneperstraße die Herstellung und den Handel von Sensen und Sicheln sowie Waffen und Küchengeräten (Harkort’sche Fabrik). Zur Versorgung dieser Betriebe hatte Johann Caspar Harkort IV bereits mehrere Kohlenwege aus dem Kohlerevier ins Ennepe-Tal und von Witten nach Elberfeld (heute zu Wuppertal) errichtet. In den Jahren 1818/1819 kaufte Friedrich Harkort den Kupferhammer am Deilbach sowie die Mechanischen Werkstätten Harkort & Co. Aus diesen Betrieben zog er sich später zurück. Um den wachsenden Absatzschwierigkeiten der Zechen gerecht zu werden und nicht zuletzt, um die Familienbetriebe mit Kohlen zu versorgen, wurde am 14. Juli 1820 ein Konsortium (vergleichbar einer Aktiengesellschaft) zur Errichtung des Schlebusch-Harkorter Bahnprojektes auf Haus Crengeldanz in Witten gegründet, woran Friedrich Harkort führend beteiligt war. Die Teilhaber hatten zunächst 10 Anteile von jeweils 1550 Talern aufzubringen. Im Laufe des Projektes mussten diese Anteile um jeweils 3850 Taler auf insgesamt 54.000 Taler erhöht werden. Das entspricht heute etwa einem Betrag von 1 Mio. Euro. Die Teilhaber waren:
- Aus der Familie Harkort
  - Friedrich Harkort
  - Johann Caspar Harkort V.
  - Christian Harkort
- Heinrich Kamp, Mitbegründer der Mechanischen Werkstätten Harkort & Co.
- Freiherr Ludwig von Elverfeld
- Gustav Voerster, verheiratet mit der Erbin von Haus Hove
- Justizrat Röder zu Hattingen
- August Heintzmann zu Hattingen, Gutsbesitzer
- Justizrat W. Heintzmann zu Hamm
- Rentmeister Giesler zu Blankenstein

Die Brüder Johann Caspar und Christian Harkort hielten nur je einen halben Anteil, Justizrat Heintzmann zwei Anteile. Die Strecke verlief teilweise über landwirtschaftliche Betriebe, die Verträge waren erbpachtähnlich angelegt. Entlang der Strecke gab es mehrere Kohlenverkaufsstellen zum Abverkauf von Hausbrand an die Bevölkerung.

## Strecke und Fahrzeuge
Der Oberbau bestand wie bei der Deilthaler Eisenbahn auch aus Eichenschwellen, auf die eisenbeschlagene Straßbäume genagelt wurden. Das Holz wurde mit Teer oder Holzessig behandelt. Die Wagen waren allerdings kleiner als die der Deilthaler Eisenbahn. Ein Wagen hatte eine Kapazität von sechs Scheffel (ca. 300 Liter). Mit einem Pferd konnten etwa 90 Zentner Ladung abwärts zum Kohlenmagazin an der Ennepe und 15 leere Behälter aufwärts gefahren werden. Für den Transport von Schlebusch bis nach Haspe und zurück benötigte man im Jahre 1836 etwa einen halben Tag. Der Preis je Wagen lag bei etwa 20 bis 22 Talern. Etwa auf der Hälfte der Strecke gab es eine Wechselstation für die Pferde.
Die Strecke wies trotz ihrer frühen Bauzeit schon viele Elemente moderner Eisenbahnstrecken auf:
- ein gleichmäßiges Gefälle,
- eine Anpassung an die Form des Geländes durch Kurven mit großen Kurvenradien,
- mehrere Dämme und Einschnitte,
- eine heute noch sichtbare Wegunterführung sowie Durchlässe zur Ableitung des Oberflächenwassers,
- einen Tunnel.

Eine der Brücken hatte eine Länge von 350 Fuß (1 ft = 0,31385 m) und war auf Pfählen gegründet, eine weitere Brücke von 400 Fuß Länge überspannte ein 60 Fuß tiefes Tal. Der 75 m lange Tunnel bei Steinhausen wurde wegen des Betriebs mit Dampflokomotiven später aufgedeckt.
Die Strecke wurde zunächst als Pferdebahn betrieben und hatte mit Eisen beschlagene Holzschienen, später gewalzte Eisenschienen, in einer Spurweite von ≈25 Zoll (655 mm). 1856 änderte man die Spurweite auf 34 preußische Zoll (889 mm). Im Jahre 1877 übernahmen zwei Dampflokomotiven die Aufgabe der Pferde. Etwa 1898 wurde die Spurweite auf 900 mm verbreitert.
Der erste Teilabschnitt über eine Preußische Meile wurde bereits 1828 als Pferdeeisenbahn in Betrieb genommen, ein weiterer Abschnitt Ende des Jahres 1829, sieben Jahre vor der Ludwigseisenbahn von Nürnberg nach Fürth und drei Jahre vor der Deilthaler Eisenbahn. Sie war die erste Eisenbahn, die den Betrieb auf einer Länge von einer preußischen Meile aufnahm. Bis zum Kohlenmagazin an der Ennepe, unterhalb der Harkortschen Fabrik, wurde nochmals zwei Jahre gebaut. Der Anschluss an die Hasper Hütte erfolgte im Jahre 1858. Der wirtschaftliche Erfolg der Bahn darf bestritten werden angesichts des niedrigen Verkaufspreises von etwa 6.600 Talern im Jahre 1846.
Ab 1877 wurde die Pferdebahn auf den Betrieb mit Dampflokomotiven umgestellt. In den ersten Jahren des Dampfbetriebs waren sie auf die Bedürfnisse der Strecke angepasst. Die Lokomotiven für den Schlackentransport der Hütte hatten zusätzliche Wassertanks. Auf der 4 km langen Strecke zur Schlackenhalde wurden zwei Kubikmeter Wasser verbraucht.  Später wurden B-Kuppler und vorwiegend Cn2t Maschinen von Henschel eingesetzt; sie unterscheiden sich durch die unterschiedlichen Achsfolgen und deren Antrieb.
Mit dem Erwerb und dem Betrieb der Kohlenbahn durch das Hasper Eisen- und Stahlwerk wurden deren Fahrzeugparks teilweise vermischt. Auf Teilen des Stahlwerks (zu den Hochöfen) verkehrten ebenfalls Schmalspurlokomotiven. In den 1960er Jahren sind durch das Stahlwerk zwei Dieselloks angeschafft worden, die zeitweilig auch auf der Kohlenbahn gefahren sind. Teile des Fahrzeugbestands der Hasper Hütte und der Kohlenbahn wurden mit Schließung der Hütte (bereits 1970) an das Kleinbahnmuseum Selfkantbahn verkauft.

## Betriebsphasen der Kohlenbahn
1820–1828/29
Das Konsortium zum Bau der Bahn wurde am 14. Juli 1820 gegründet. Der Bau erfolgte von 1820 bis 1829. Geplant waren Baukosten von zunächst 15.500 Talern, später von 54.000 Talern. Benötigt wurden letztendlich über 180.000 Taler.
1828/29–1846
1828 bis Ende 1829 erfolgte die Betriebsaufnahme in mehreren Abschnitten sowie der Betrieb als Pferdebahn durch das Konsortium der Schlebusch-Harkorter Bahn zum Transport von Kohlen vom Schacht Frederika der Zeche Trappe im Schlebuscher Revier zur Harkort’schen Fabrik nach Haspe, am Nordufer der Ennepe. 1833 erfolgt der Bau einer Brücke über die Ennepe
1846–1877
Wegen Unwirtschaftlichkeit verkaufte das Konsortium 1846 die wesentlichen Anteile der Bahn für 6.625 Thaler an die Zeche Trappe, die den Betrieb als Pferdebahn zum Transport von Kohlen vom Schlebusch zur Ennepe weiterführte. Nach Westen zum neu abgeteuften Schacht Vörster der Zeche Trappe wurde die Bahn 1851 verlängert. Ab 1855 wurde die Markana-Hütte (ein Vorläufer der Hasper Hütte) mit Kohlen und Eisenstein versorgt. Die Strecke wurde 1858 bis zum Hasper Eisen- und Stahlwerk und zum Bahnhof Haspe der Bergisch-Märkischen Eisenbahn verlängert. Von diesem Zeitpunkt an auch Transport von Grubenbedarf und anderen Gütern von Haspe Richtung Schlebusch (1855 waren ca. 1/3 der transportierten Güter andere als Kohlen). Die Harkort’sche Fabrik wurde in den Jahren 1860–1863 umgesiedelt, sodass diese Transporte entfielen. Daraufhin wurden 1864 die letzten verbliebenen Anteile an die Zeche Trappe verkauft.
1877–1911
Ab 1877 Betrieb als Dampfeisenbahn durch die Zeche Trappe und das Hasper Eisen- und Stahlwerk zum Transport von Kohlen vom Schlebusch nach Haspe. Die Zeche Trappe wurde 1889 an die Bahnstrecke Schee–Silschede angeschlossen und 1890 erfolgte auch der Anschluss der Kohlenbahn an die Staatsbahn in Silschede. Der Bedarf an Kohlen der Hasper Hütte überstieg die Kapazitäten der Zeche Trappe, sodass die Hütte sich auch anderer Lieferanten bediente. Die Kapazitätsprobleme und die Verlagerung der Kohlentransporte über die Staatsbahn führten dazu,  dass der Betrieb im Jahre 1900 zunächst zeitweise eingestellt wurde. Die Bahn wurde 1905 von der Hasper Hütte gepachtet. Es erfolgten aber auch weiterhin Kohlenlieferungen. Ab 1906 wurde das Teilstück Enerke–Haspe durch das Hasper Eisen- und Stahlwerk zum Schlackentransport betrieben, das diesen Streckenabschnitt später kaufte.
1911–1921
Betrieb als Dampfeisenbahn durch das Hasper Eisen- und Stahlwerk auf dem Teilstück Haspe-Enerke zum Schlackentransport. Die eingesetzten Schmalspurdampfloks galten bei Experten als die am stärksten belasteten in Deutschland.  Der Achslager- und Bremsenhersteller Peyinghaus (später Knorr-Bremse) schloss 1921 einen Mitbenutzungsvertrag, um seine Produkte über Silschede abfahren zu können. Hierzu wurde ein Gleisanschluss zum Werk errichtet. Die beiden Teilstücke wurden auch Knorrbahn und Schlackenbahn genannt.
Gelegentlich wurde auch noch Kohle von der Zeche Trappe zum Hasper Werk transportiert.
1921–1960
Während der Ruhrbesetzung im Jahre 1923 wurde der Kohlentransport auf der gesamten Strecke Schlebusch–Haspe sporadisch wieder aufgenommen. Der ungenutzte Gleisabschnitt zwischen Enerke und Steveling (Anschluss Peyinghaus) wurde in der Zeit bis zum Zweiten Weltkrieg demontiert. Mit dem Bau der Autobahn A1 im Jahre 1960 wurde der Betrieb auf der Knorrbahn eingestellt. Die Schlackenbahn wurde auf einer gemeinsamen Brücke für Eisenbahn- und Straßenverkehr über die Autobahn geführt.
1960–1966
Die Hasper Hütte gab 1965 ihren Schlackentransport über die Kohlenbahn auf. Der weitere Betrieb diente nur noch zum Abbau der eigenen Gleise. Im Mai 1966 wurde die Grundschöttler Straße, an deren Rand die Bahn verlief, verbreitert und das Gleis in diesem Bereich entfernt. Mit diesem Rückbau hörte die Kohlen- und Schlackenbahn auf zu existieren.

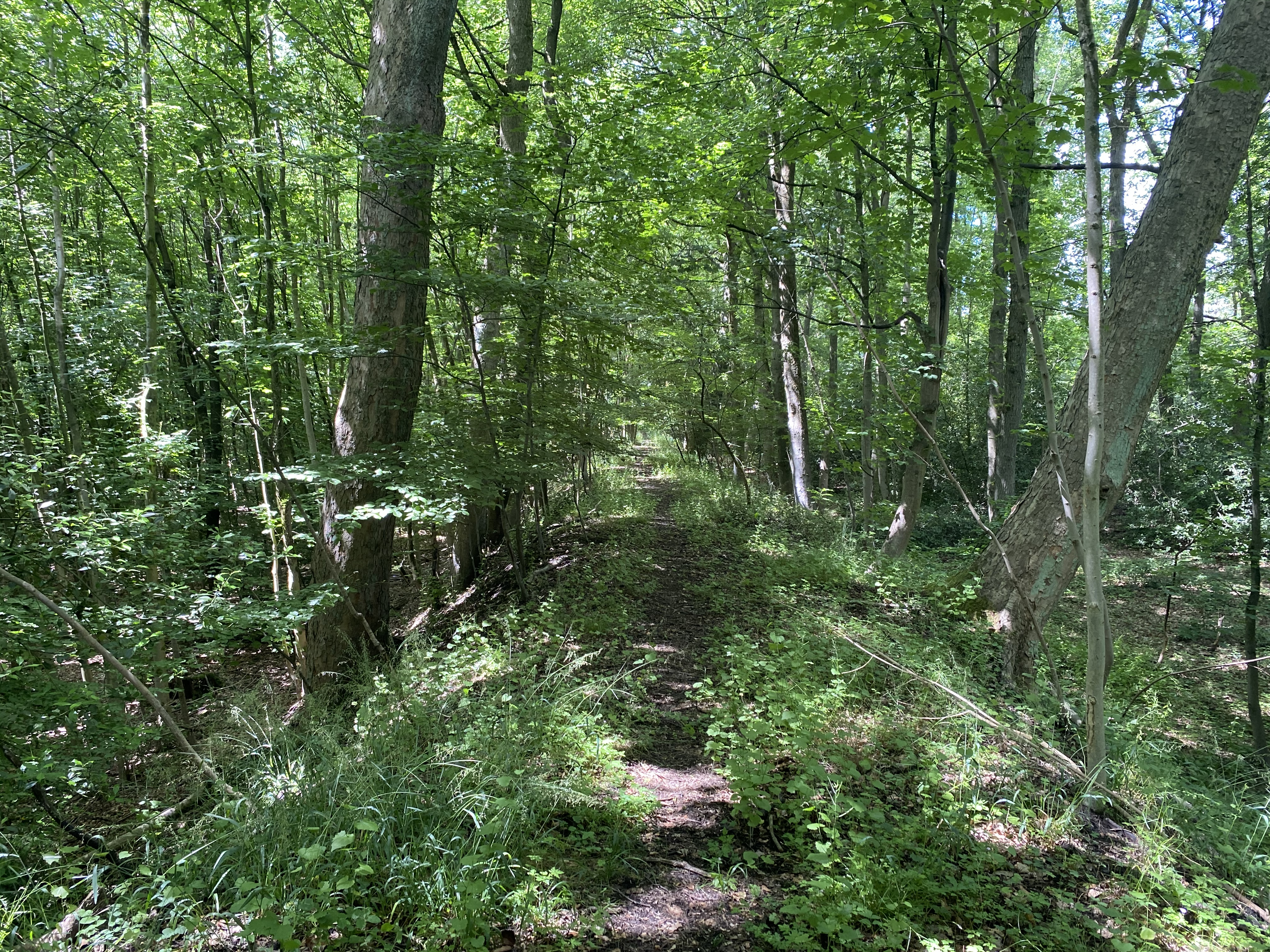
Reste der Kohlenbahn im Waldgebiet Stork in Wetter

## Gegenwart

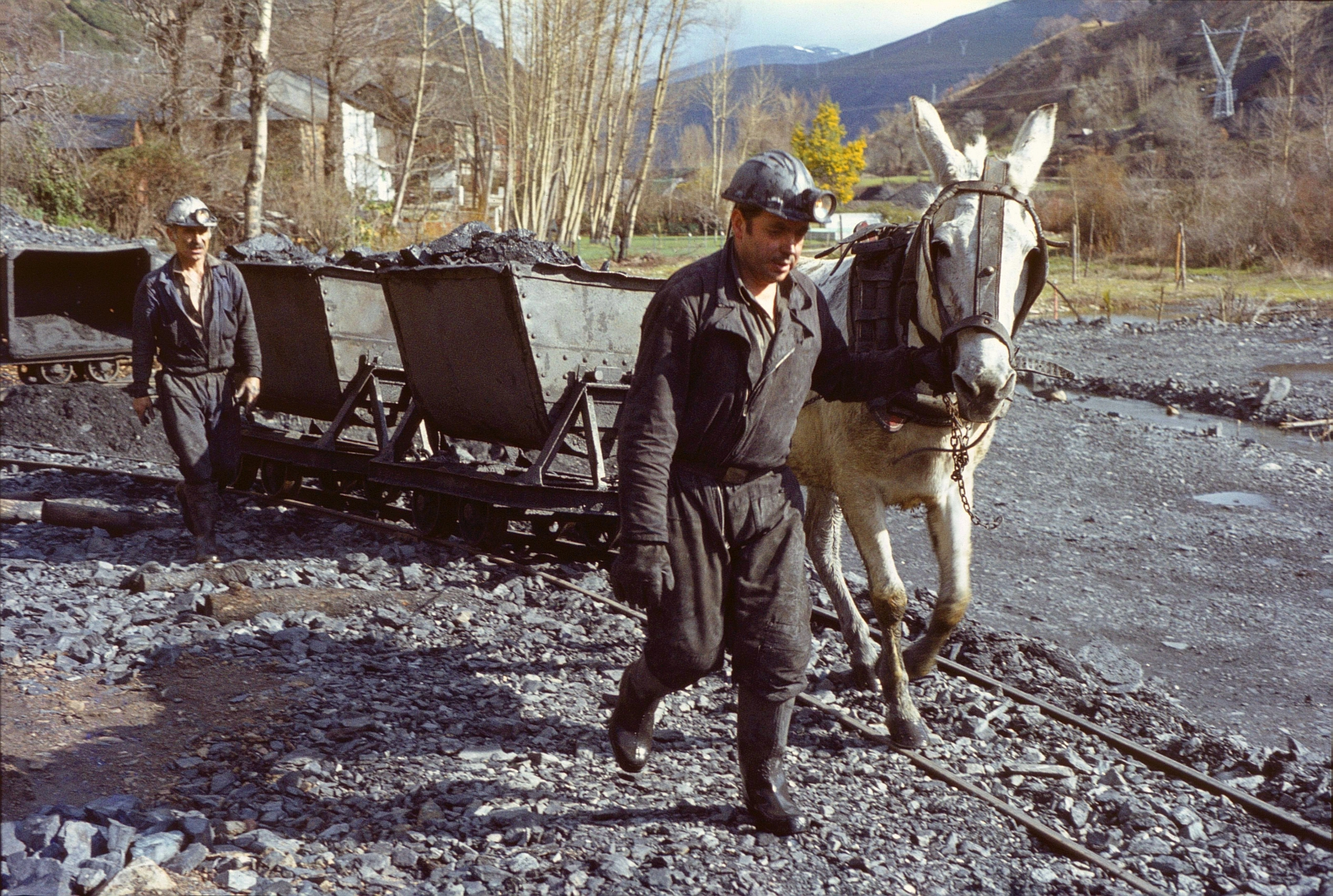
Pferdebahn eines spanischen Bergwerks. Bis zum Betrieb mit Dampflokomotiven wurde die Silscheder Kohlenbahn so betrieben.

Heute finden sich nur mehr Reste der ehemaligen Bahn wieder.
- Nördlich der B 234 wird sie auf etwa 2,5 km Länge als Rad- und Wanderweg genutzt
- Das Anschlussgleis zur Zeche Vereinigte Trappe ist noch erkennbar
- Die Unterführung aus den Bildern in der Nähe der ehemaligen Zeche ist noch vorhanden
- Im Waldgebiet Stork in Wetter sind noch Reste vorhanden
- Der Viadukt unter der Rheinischen Bahn, nur wenige Meter von der Ennepe und der Harkort’schen Fabrik entfernt, wird noch genutzt
- Das rekonstruierte Portal zur Unterquerung der Ennepetalbahn im Stadtgebiet von Hagen-Haspe kann besichtigt werden
- In Hagen-Haspe und in Wetter gibt es eine Straße auf der ehemaligen Trasse, die den Namen An der Kohlenbahn trägt